# Золотоголовый дроздовый певун
Золотоголовый дроздовый певун (лат. Seiurus aurocapilla) — небольшая певчая птица семейства древесницевых. Единственный представитель рода дроздовых певунов.

## Описание
Длина тела 14 см, вес 18 г. Оперение зеленовато-коричневого цвета, по бокам оливкового цвета. Брюхо белое с чёрными пестринами. На макушке имеется оранжево-коричневая обрамлённая чёрным полоса. Вокруг глаз имеется белое кольцо. Ноги розоватого цвета.

## Распространение
Ареал гнездования — лиственные и смешанные леса на востоке Северной Америки (центральная и восточная Канада). Регионы зимовки от Мексики вплоть до севера Южной Америки.

## Питание
Птица ищет в лесной подстилке пауков, насекомых, улиток и других беспозвоночных.

## Размножение
Закрытое гнездо с боковым входом строится на земле. В кладке от 4 до 5 яиц. Период высиживания длится от 10 до 14 дней. Оба родителя принимают участие в выкармливании птенцов.

## Подвиды
После ревизии подвидов золотоголового дроздового певуна S. a. canivirens (описанный из штата Джорджия) стал синонимом номинативного подвида — S. a. aurocapilla. В виде выделяют три подвида:
- Seiurus aurocapilla aurocapilla — размножаются на юге Канады, а также на юге и востоке США; мигрируют с юга Техаса и Флориды через центральную Америку в Панаму и на Карибские острова, иногда в Колумбию и Венесуэлу[1];
- Seiurus aurocapilla cinereus — размножаются у подножья Скалистых гор и на территории Великих Равнин — от провинции Альберты (Канада) южнее до штата Колорадо (США); мигрируют на юг в западную часть Центральной Америки[1];
- Seiurus aurocapilla furvior — размножаются в Ньюфаундленде; мигрируют на Кубу, Багамские острова и на восток Центральной Америки[1].